# Sloanea hainanensis
Sloanea hainanensis là một loài thực vật có hoa trong họ Côm. Loài này được Merr. & Chun miêu tả khoa học đầu tiên năm 1940.